# Afonso Fraga
Afonso Gonçalves Fraga (Caetité, 1863 - Jaú, 1941) foi um advogado e processualista brasileiro.

## Biografia
Era filho do português Manoel José Gonçalves Fraga, vindo aos catorze anos para o Brasil por intercessão de um tio, padre em Caetité, e mais tarde tendo se formado em Direito pela Faculdade do Recife exerceu grande influência política e jurídica no sertão baiano, onde amealhou fortuna. Sua mãe era Maria Amélia, também de família nobre em Caetité, os Faria.
Foi casado com Sebastiana Carneiro, com quem teve treze filhos. Era irmão do ex-prefeito de Jaú, Constantino Fraga.

## Processo Civil
Os conceitos de Afonso Fraga continuam citados na doutrina e jurisprudência nacional, oriundos de sua obra maior, intitulada Instituições do Processo Civil do Brasil, publicada em três volumes, com edição em 1940 e 1941 pela editora Saraiva. Também publicou Direitos Reaes de Garantia - Penhor, Antichrese e Hypotheca, Saraiva, 1933.

## Homenagens
- É Patrono da Cadeira 12 da Academia Jauense de Letras.[3]